# 馬布爾普萊斯 (加利福尼亞州)
馬布爾普萊斯（英語：Marble Place）是位於美國加利福尼亞州門多西諾縣的一個非建制地區。該地的面積和人口皆未知。

## 地理
馬布爾普萊斯的座標為39°27′30″N 123°34′21″W / 39.45833°N 123.57250°W，而該地的平均海拔高度為461米（即1512英尺）。